# NHK 고리야마 지국

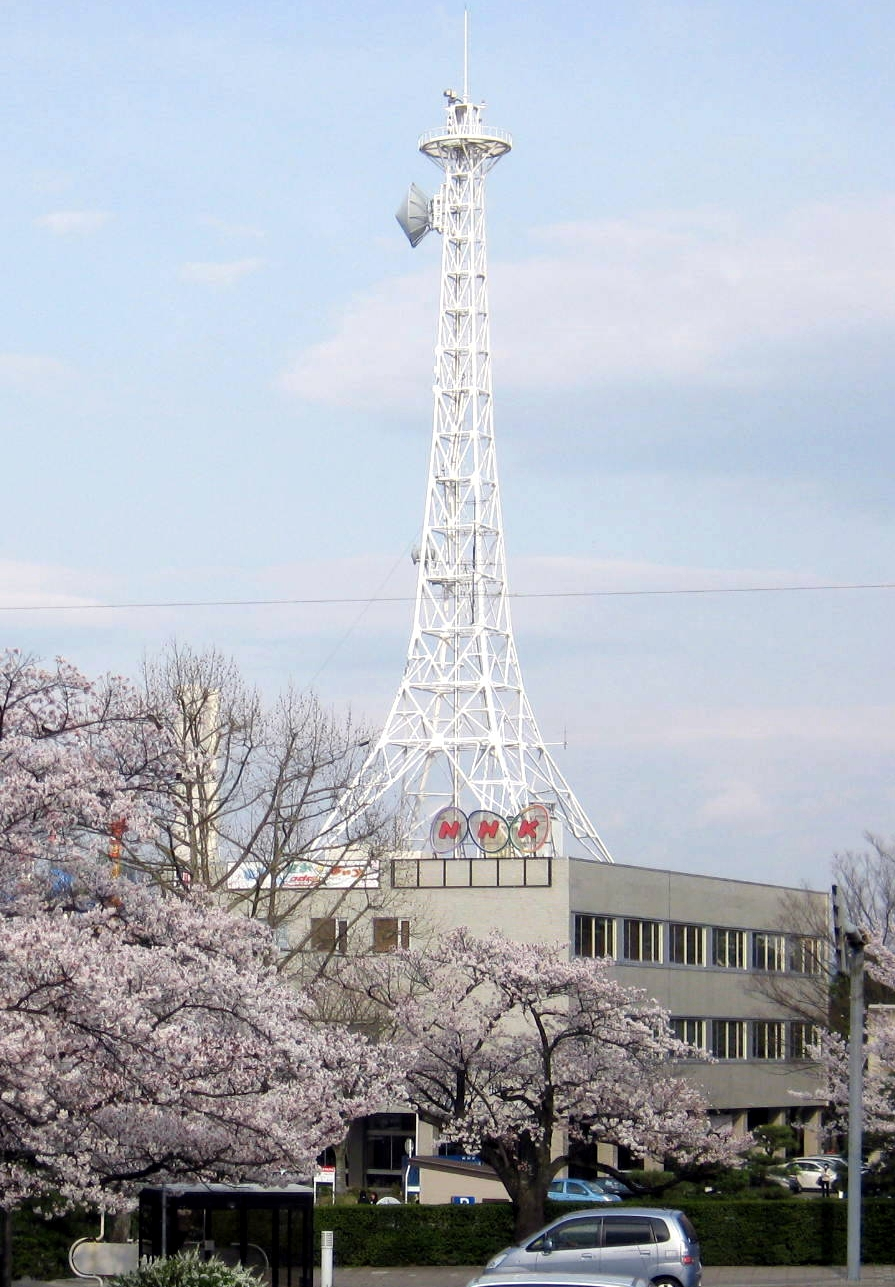
NHK 고리야마 지국

NHK 고리야마 지국(郡山支局)은 후쿠시마현을 방송구역으로 하는 NHK 후쿠시마 방송국의 지국이다.
이전에는 아나운서가 있거나 라디오 방송에 독자적인 콜사인이 있었던 방송국이었지만, 현재는 지국이 되었다.

## 연혁
- 1941년 2월 - 일본방송협회 고리야마 방송국 개국(후쿠시마 방송국과 동시 개국)
- 1965년 7월 - 고리야마 방송회관(현재의 고리야마 지국 건물) 완공
- 1988년 - 지국으로 격하되면서 명칭을 '고리야마 지국'으로 개칭.

## 채널 및 주파수
- 종합 텔레비전 고리야마 다무라 13 ch
- 교육 텔레비전 고리야마 다무라 16 ch
- 라디오 제1방송 고리야마 846KHZ( 이전에는 콜사인(JOCP)이 존재)
- 라디오 제2방송 고리야마 1512KHZ( 이전에는 콜사인(JOCD)이 존재)